# Denys Hotfrid
Denys Rudolfovych Hotfrid –en ucraniano, Денис Рудольфович Готфрід– (Magnitogorsk, 5 de febrero de 1975) es un deportista ucraniano que compitió en halterofilia. Está casado con la halterófila Anastasiya Hotfrid.
Participó en dos Juegos Olímpicos de Verano, en los años 1996 y 2000, obteniendo una medalla de bronce en Atlanta 1996, en la categoría de 99 kg.
Ganó tres medallas en el Campeonato Mundial de Halterofilia entre los años 1998 y 2002, y cuatro medallas en el Campeonato Europeo de Halterofilia entre los años 1995 y 2002.

## Palmarés internacional
| Juegos Olímpicos   | Juegos Olímpicos         | Juegos Olímpicos  | Juegos Olímpicos |
| Año                | Lugar                    | Medalla           | Categoría        |
| ------------------ | ------------------------ | ----------------- | ---------------- |
| 1996               | Atlanta (Estados Unidos) | Medalla de bronce | 99 kg            |
| Campeonato Mundial |                          |                   |                  |
| Año                | Lugar                    | Medalla           | Categoría        |
| 1998               | Lahti (Finlandia)        | Medalla de bronce | 105 kg           |
| 1999               | Atenas (Grecia)          | Medalla de oro    | 105 kg           |
| 2002               | Varsovia (Polonia)       | Medalla de oro    | 105 kg           |
| Campeonato Europeo |                          |                   |                  |
| Año                | Lugar                    | Medalla           | Categoría        |
| 1995               | Varsovia (Polonia)       | Medalla de plata  | 99 kg            |
| 1997               | Rijeka (Croacia)         | Medalla de oro    | 108 kg           |
| 1999               | La Coruña (España)       | Medalla de oro    | 105 kg           |
| 2002               | Antalya (Turquía)        | Medalla de plata  | 105 kg           |